# ライムライト (映画)

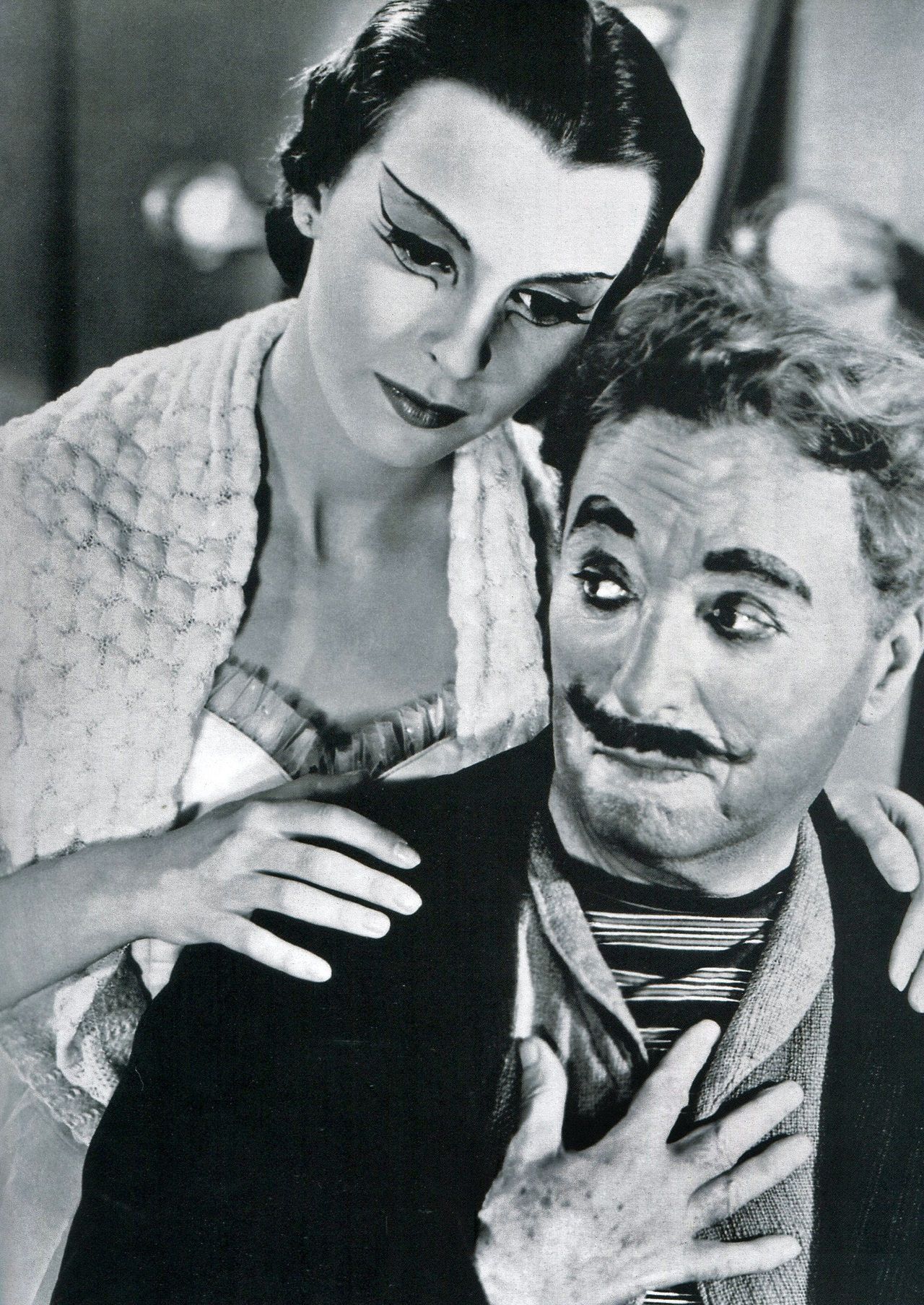
クレア・ブルーム(左)とチャールズ・チャップリン(宣材写真)

『ライムライト』（Limelight）は、1952年のアメリカ合衆国のコメディドラマ映画。チャールズ・チャップリン監督・製作・脚本・主演。上映時間137分。
チャップリンが長編映画で初めて素顔を出した作品で、同時にアメリカでの最後の作品となった。
タイトルのライムライトとは電球が普及する以前に舞台照明に用いられた照明器具で、名声の代名詞でもある。
サイレント時代よりチャップリンと共に高い人気を誇ったバスター・キートンとも、本作で初めて共演している（後述の「キートンとの共演」を参照）。
日本では1953年に初公開。1973年にリバイバル上映された際のキャッチコピーは「美しきバレリーナに よせる心を秘めて 舞台に散った道化の恋… 名優の至芸と 愛の名曲でうたい上げる 感動のチャップリン・シンフォニー」。

## ストーリー
イギリス一と言われた道化師のカルヴェロ。中年を過ぎてから、お酒を呑む日々を送っていた。
ある日カルヴェロは、テリーという美しいバレエの踊り子を助けた。テリーは姉が娼婦となって自分のレッスン代を払ってくれていたことを知ってから足がマヒしてしまった。すっかり失望して生きる気力を無くしていた彼女をカルヴェロは献身的に介抱し、もう一度バレエを踊らせる。
再び踊りはじめたテリーはダンサーの職を得、作曲家のネヴィルにも気に入られ新作バレエの第一ダンサーに抜擢される。一方のカルヴェロはカムバックに失敗し、逆にテリーに励まされる始末だった。
テリーに惚れ込んだネヴィルは彼女に愛を告白する。しかし彼女の想いはカルヴェロにあった。テリーはカルヴェロに結婚しようと言い出す。カルヴェロは年齢差や自らの境遇とテリーの順風満帆の現在を比べ、結婚話をばかげていると一蹴してしまう。カルヴェロは彼女の元を離れ辻音楽師へと落ちぶれてゆく。
カルヴェロと別れた後のテリーはヨーロッパ各地での興業でも絶賛される。その一方で第一次世界大戦が始まりネヴィルは出征してゆく。ロンドンに帰ったネヴィルはテリーを口説くが、彼女はまだカルヴェロのことが忘れられない。
ある日街角で偶然カルヴェロに再会したテリーは、もう一度彼を舞台に立たせるように手筈を調える。
再起の舞台で熱演するカルヴェロに観客は惜しみない拍手を送る。カルヴェロは熱演のあまり、予定よりも勢いよく舞台から転落。そのまま袖に運ばれる。転落した時に起こした心臓発作で残り僅かな時間を、鮮やかなライムライトの脚光を浴びて踊るテリーの姿を見ながら、カルヴェロは息を引取るのだった。

## メインスタッフ
- 監督：チャールズ・チャップリン
- 製作：チャールズ・チャップリン
- 脚本：チャールズ・チャップリン
- 撮影：カール・ストラス
- 音楽：チャールズ・チャップリン
- 編曲[1]：チャールズ・チャップリン、ラリー・ラッセル（英語版）、レイ・ラッシュ（英語版）
- バレエ振り付け：チャールズ・チャップリン[11]
- 助監督：ロバート・アルドリッチ

## キャスト
- カルヴェロ：チャールズ・チャップリン
- テレーザ・アンブローズ（テリー）：クレア・ブルーム
  - メリッサ・ヘイデン（英語版）　※劇中バレエのコロンビーヌの舞踊シーンにおいてクレア・ブルームに代わり踊った[12]。
- カルヴェロのパートナー：バスター・キートン
- ネヴィル：シドニー・チャップリン
- ポスタント：ナイジェル・ブルース
- ボダリンク：ノーマン・ロイド
- オルソップ夫人：マージョリー・ベネット
- アルレッキーノを演じるバレエダンサー：アンドレ・エグレフスキー（英語版）
- バレエの舞台の警官：チャールズ・チャップリン・ジュニア[13]
- オープニング・シーンの少女：ジェラルディン・チャップリン
- オープニング・シーンの少女：ジョセフィン・チャップリン（英語版）
- オープニング・シーンの少年：マイケル・チャップリン（英語版）
- テレーザの医師：ウィーラー・ドライデン
- カルベロの医師：レオナルド・ムディエ（英語版）
- ストリート・ミュージシャン：ロイヤル・アンダーウッド
- ストリート・ミュージシャン：スナッブ・ポラード（英語版）
- グリフィン（道化師）：シリル・デレバンティ（英語版）[1]

エドナ・パーヴァイアンスがバレエシーンの観客役でエキストラ出演しているという説があるが、撮影日誌などを調べたデイヴィッド・ロビンソン、大野裕之らは否定している。

## 製作
チャップリンは本作の執筆に2年以上を費やした。まず物語を長編小説の形で書いた（『フットライト』と題されたこの小説は、2015年に出版された）。
物語の舞台となるヴィクトリア朝のロンドンの通りのセットを、パラマウントの敷地のセットを改造して造った。撮影は55日間で完了した。

## キートンとの共演
本作は（1922年の1巻の宣伝映画"Seeing Stars"を除けば）、上述のとおりチャップリンとキートンが初めて共演した映画である。
キートンの出演は、当時、キートンが経済的に困窮していることを伝え聞いたチャップリンが、何らかの助けになればと起用したと言われている（キートンの回想によると、チャップリンはキートンが元気を無くしているものとばかり思っていたのに、案に相違して元気そうだったので驚いたようだった、という）。
なお、「チャップリンがキートンの出演場面を大幅にカットした」との話があるが、それはまったく事実ではなく、キートンに注目をさせたかった彼のビジネスパートナーのレイモンド・ロウハウアーが語ったこととされている。チャップリンはキートンのシーンの幾つかもカットしたが、彼自身のシーンもまたカットした。
1956年にキートンは『マーサ・レイ・ショー』に出演し、そこでチャップリンとのシーンをマーサ・レイと共に再演した。このシーンには『ライムライト』には無かったいくつかのギャグが追加された。

## バレエ
劇中のバレエ「Death of Columbine」は、チャップリンがバレエ『ジゼル』の第2幕をベースに構想した。

## 音楽
- 『テリーのテーマ』 - チャップリンが作曲しレイモンド・ラッシュ（英語版）とラリー・ラッセル（英語版）が編曲した楽曲。ジェフ・パーソンズとジョン・ターナーが歌詞を付けた「エターナリー」として人気があり、頻繁にカバーされる曲となった[注 5]。
- 『Spring Song』 - チャップリン作詞・作曲。劇中でカルヴェロが歌う[21]。
- 『Sardine Song』 - チャップリン作詞・作曲。劇中でカルヴェロが歌う[22]。
- 『Death of Columbine』 - チャップリン作曲。劇中バレエの音楽[23]。

## 受賞歴
初公開から20年後の1972年に初めてロサンゼルスで公開され、1973年3月に開催された第45回アカデミー賞において劇映画作曲賞を受賞している。

## 評価

### ランキング
- 「映画史上最高の作品ベストテン」（英国映画協会『Sight&Sound』誌発表）※10年毎に選出
  - 1962年 「映画批評家が選ぶベストテン」第26位[25]

その他、個人のランキングでは、ホセ・ルイス・ゲリンが好きな映画の第3位に挙げている。
以下は日本でのランキング
- 1953年 第27回「キネマ旬報ベストテン・外国映画」（キネマ旬報発表）第2位[27]

### 文部省選定
- 1974年 リバイバル公開時[28]

## 日本語吹替
| 俳優                     | 日本語吹替 | 日本語吹替     |
| 俳優                     | TBS版      | BD版           |
| ------------------------ | ---------- | -------------- |
| チャールズ・チャップリン | 高橋昌也   | 羽佐間道夫     |
| クレア・ブルーム         | 紀比呂子   | 田中敦子       |
| バスター・キートン       | 益田喜頓   | 田原アルノ     |
| シドニー・チャップリン   | 西沢利明   | 小林親弘       |
| ナイジェル・ブルース     | 塩見竜介   | 宝亀克寿       |
| ノーマン・ロイド         | 国坂伸     | 田原アルノ     |
| マージョリー・ベネット   | 高橋和枝   | 片岡富枝       |
| ウィーラー・ドライデン   | 大久保正信 | やまむらいさと |

- TBS版吹き替え - 初回放送1977年1月3日 21:02 - 23:45『月曜ロードショー』本編ノーカット（2016年発売の『チャップリン Blu-ray BOX』に収録[29]）
- BD版吹き替え - 2016年発売の『チャップリン Blu-ray BOX』にTBS版と共に収録[29]

なおブルーレイに収録されているTBS版吹き替えは一般の募集からラスト10分以降がカットされている不完全な状態のものしか見つからなかったため、キートンとチャップリンがコントを行うシーン以降は字幕で対応する仕様となっている。

## 舞台

### 2015年
2015年にシアタークリエにて、この映画を原作とした音楽劇『ライムライト』が上演された。演出は荻田浩一、上演台本は大野裕之が担当。主演は石丸幹二。
キャスト
- カルヴェロ - 石丸幹二
- テリー - 野々すみ花
- ネヴィル - 良知真次

### 2019年
2019年4月にシアタークリエにて石丸幹二がカルヴェロ役、実咲凜音がテリー役で再演された。

### 2024年
2024年8月3日からシアタークリエ他にて上演。初演、再演に続いて、石丸幹二が出演する。演出は荻田浩一、音楽・編曲は荻野清子。
キャスト
- 石丸幹二
- 朝月希和
- 太田基裕
- 植本純米
- 吉野圭吾
- 保坂知寿
- 中川賢
- 舞城のどか

## 『ライムライト』を題材とする作品
- Chaplin & Keaton on the Set of Limelight - マウンテンビューのthe Pear Theatreで上演された演劇。映画『ライムライト』の舞台裏におけるチャップリンとキートンを描いた[33][34]。